# Canberra Cavalry
Die Canberra Cavalry sind ein Baseballteam aus der australischen Hauptstadt Canberra. Sie spielen in der North-East Division der Australian Baseball League. Das Team gewann in der Saison 2012/13 den bisher einzigen Meisterschaftstitel in der Liga.

## Geschichte
Der Verein wurde 2010 gegründet und gehört somit zu den sechs Gründungsteams der heutigen Australian Baseball League, welche die bis 1998 existierende Vorgängerliga ablöste. In der ersten Saison landete das Team am Ende der regulären Saison auf dem letzten Platz der Liga. Auch in der darauffolgenden Saison blieben die Canberra Cavalry das letztplatzierte Team. In der Saison 2012/13 folgte jedoch der Durchbruch und das Team konnte zum ersten Mal das Finale erreichen. Die Mannschaft gewann die Finalserie gegen Perth Heat. Im selben Jahr gewannen die Canberra Cavalry zudem die Asia Series und wurden damit das erste australische Team, dem dies gelang.
Die Finalserie der Saison 2013/14 fand wieder zwischen Perth Heat und Canberra statt, diesmal gewann jedoch Perth den Titel und Canberra musste sich mit dem zweiten Platz zufriedengeben. Nachdem in der Saison 2013/15 mit einem vierten Platz die Playoffs verpasst wurden, musste sich das Team in darauffolgenden Jahr im Halbfinale gegen Adelaide Bite geschlagen geben. Auch in der Saison 2016/17 wurde nur ein vierter Platz erzielt. In der Saison 2017/18 erreichte Canberra wieder die Playoffs, verlor jedoch die Finalserie gegen die Brisbane Bandits mit 1:2 in drei Spielen.

## Trainerstab und Management

### Coaching-Abteilung

#### Manager
| # | Head Coach      | Von       | bis       | Referenz |
| - | --------------- | --------- | --------- | -------- |
| 1 | Steve Schrenk   | 2010      | 2012      | [ 5 ]    |
| 2 | Michael Collins | 2012      | Juni 2018 | [ 6 ]    |
| 3 | Keith Ward      | Juli 2018 | heute     | [ 7 ]    |

### Club Management

#### General Manager (GM)
| # | Name                      | von  | bis   | Referenz |
| - | ------------------------- | ---- | ----- | -------- |
| 1 | Tony Fraser               | 2010 | 2011  | [ 8 ]    |
| 2 | Peter Bishell             | 2011 | 2012  | [ 9 ]    |
| 3 | Peter Bishell Thom Carter | 2012 | 2013  | [ 10 ]   |
| 4 | Thom Carter               | 2013 | 2014  |          |
| 5 | Donn McMichael            | 2014 | heute | [ 11 ]   |

#### Assistant General Manager (AGM)
| # | Name              | von  | bis  | Referenz |
| - | ----------------- | ---- | ---- | -------- |
| 1 | Megan Salic       | 2010 | 2011 | [ 12 ]   |
| 2 | Thom Carter       | 2011 | 2012 | [ 13 ]   |
| 3 | Anthony Cangelosi | 2013 | 2014 |          |

## Heimspielstätte
Das Heimstadion der Canberra Cavalry ist der Narrabundah Ballpark im gleichnamigen Vorort von Canberra. Das Stadion hat eine Kapazität von 2.250 Zuschauern (Sitzplätze). Das Stadion wurde in den Jahren 2010 und 2017 massiv renoviert. Unter den Fans trägt das Stadion den Beinamen The Fort („die Festung“).

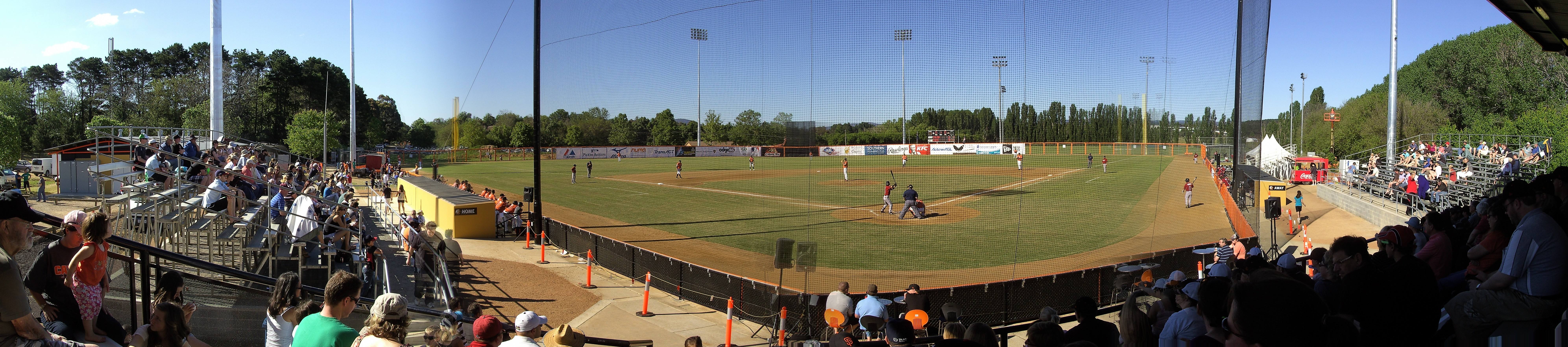
Narrabundah Ballpark, das Heimstadion der Canberra Cavalry

## Fankultur

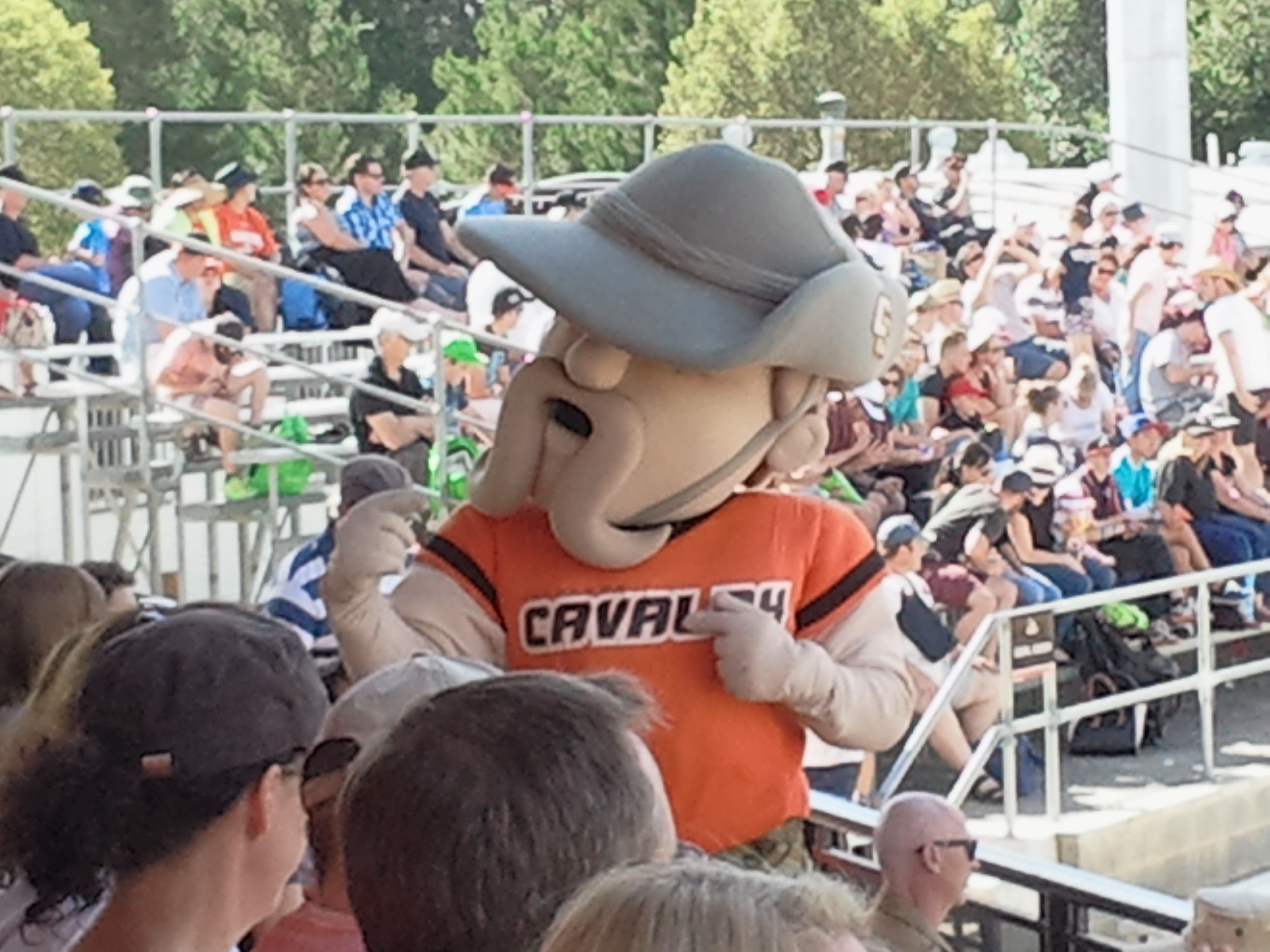
Team-Maskottchen Sarge.

### Maskottchen
Das Maskottchen der Canberra Cavalry ist ein an die Zeichentrickfigur Yosemite Sam angelehnter Cowboy namens 'Sarge'.

### Gemeinschaftsarbeit
Das Team ist bekannt für seine Gemeinschaftsarbeit, die sich unter anderem in der Abgabe von Teilen der Umsatzerlöse aus dem Verkauf von Team-Merchandise an soziale Einrichtungen wie die Stiftung des Canberra Hospitals und das Rote Kreuz äußert.

## Ehemalige Spieler in der MLB
Folgende ehemalige Spieler der Canberra Cavalry waren oder sind in Major-League-Baseball-Teams aktiv:
- Didi Gregorius (Shortstop bei den Cincinnati Reds, Arizona Diamondbacks und New York Yankees)
- Donald Lutz (Outfielder bei den Cincinnati Reds)
- Kevin Kiermaier (Outfielder bei den Tampa Bay Rays)
- Aaron Thompson (Pitcher bei den Minnesota Twins)